# 태극기공 18식
태극기공은 움직이면 수련하는 동공(動功)으로서 1981년 상해기공 연구소의 임후성씨를 주축으로 한 기공팀에 의하여 태극기공 18식이 발표되었다
이것은 태극권과 기존의 각 유파에서 핵심이 되는 동작을 간추리고 거기에 호흡법을 배합하여 엮어낸 공법이다. 이것은 현재 중국은 물론 일본, 싱가포르, 말레이시아, 미국 등지에서 각광을 받고 있는 유명한 기공이다
태극기공 18식은 동작이 간단하고 배우기 쉽고 효과가 빠르게 나타난다. 심한 허약자만 아니라면 누구에게나 적당하며, 어떠한 정공(靜功) 공법과도 잘 어울린다. 또한 모든 종류의 만성병에 뚜럿한 치료효과가 있다는 점이 특징이다. 연공의 기본요령으로서 자세, 호흡, 의념, 수련시간, 연공속도가 있으며 다음과 같다

## 자세
두발을 나란히 하고 자연스럽게 선 자세르 취한다. 모든 동작은 상체가 이완된 상태에서 춤추듯이 부드럽게 진행되어야한다. 체조처럼 근육에 힘을 주어 뻣뻣하게 움직여서는 기흐름에 장애가 오게 된다. 동작들은 거의 원형으로 이루어지며 서로 면면히 이어져 잠시라도 멈춤이 없어야 한다

## 호흡
자연호흡법으로 동작에 맞추어 심호흡한다. 동작들에 들숨과 날숨이 결합되어 있으므로 움직임과 함께 호흡도 자연스럽게 따르도록 한다

## 의념
각식에 알맞은 아름다운광경들을 차례로 그려가는 가운데 정신과 육체가 상호조화를 이루게 되며 기는 자연스럽게 골고루 흐르게 한다

## 수련시간
수련은 아침, 낮, 저녁 3회하는 것이 효과적이나 꾸준히 하루 한 번씩만 해도 성과는 있다. 1회는 1식당 6회를 반복하여 약 15분소요된다

## 18식 동작명
- 제1식 숨고르기
- 제2식 가슴열기
- 제3식 무지개 그리기
- 제4식 팔 돌려 구름 헤치기
- 제5식 팔 뒤로 돌려 앞으로 뻗기
- 제6식 배젓기
- 제7식 공 받처올리기
- 제8식 몸 돌려 달보기
- 제9식 손바닥 기밀기
- 제10식 태극 그리기
- 제11식 허리 꺾어 하늘 우러르기
- 제12식 파도밀기
- 제13식 비둘기 나래펴기
- 제14식 주먹 내지르기
- 제15식 기러기 춤추기
- 제16식 몸통 돌리기
- 제17식 공치기
- 제18식 손 내려 마무리짓기